# Hermione Granger
Hermione Jean Granger es un personaje de ficción y una de los tres protagonistas principales de la serie de libros de Harry Potter, publicados por J. K. Rowling. 
Aparece en la primera novela, Harry Potter y la piedra filosofal, como una nueva estudiante en su camino a Hogwarts. Después de que Harry y Ron la salvaron de un troll de las montañas en los baños de las chicas, se formó una estrecha amistad entre ellos y con frecuencia usa su ingenio rápido, y conocimiento enciclopédico para ayudarlos. 
Rowling ha declarado que Hermione se asemeja a ella a una edad más joven, con su inseguridad y miedo al fracaso. Su papel es bastante determinante ya que, al tener buenas aptitudes de estudio, se la podría considerar como la "cerebro" del grupo, siendo incluso la consejera de su amigo Harry Potter en su liderazgo del Ejército de Dumbledore.
Hermione es la chica más inteligente de su curso en el Colegio Hogwarts de Magia y Hechicería. Al igual que Harry y Ron pertenece a la casa de Gryffindor, pese a que el sombrero seleccionador consideró colocarla en Ravenclaw debido a sus prominentes capacidades intelectuales. Es de origen muggle: sus padres son ambos dentistas y no tienen ninguna relación con el mundo de los magos.
Le encanta leer, sin embargo, no sabe dibujar. No le gusta romper las reglas salvo por alguna emergencia y no es especialmente entusiasta del quidditch, el deporte mágico, aunque apoya a sus amigos durante el campeonato. Tiende a creer que todo aquello que merece la pena saber se puede aprender de un libro y es escéptica respecto a todo lo que no se pueda comprobar con ciencia, despreciando, por tanto, la asignatura de adivinación impartida por la profesora Sybill Trelawney. Hermione conoció a Harry Potter y a Ron Weasley en el Expreso de Hogwarts.

## Caracterización

### Personalidad
Hermione Jean Granger es una estudiante de Gryffindor nacida de padres muggles, y la mejor amiga de Harry Potter y Ron Weasley. J. K. Rowling afirma que nació el 19 de septiembre de 1979 y tenía casi doce años cuando asistió por primera vez a Hogwarts. Ella tiene un mérito adicional que sobresale académicamente, y es descrita por Rowling como un personaje "muy lógico, justo y de buen carácter". Rowling añade que los padres de Hermione, dos dentistas muggles, están un poco desconcertados por su extraña hija pero de todos modos muy orgullosos de ella."  Ellos son muy conscientes del mundo mágico y han visitado el callejón Diagon con ella. Rowling ha descrito al personaje de Luna Lovegood como la "anti-Hermione", debido a sus diferencias. El papel de Hermione en Hogwarts está basado en Pansy Parkinson, una matona basada en las chicas de la vida real que se metían con la autora durante sus días de escuela.
Rowling afirma que el personaje de Hermione lleva varias influencias autobiográficas. "No me propuse hacer a Hermione como yo, pero ella es... ella es una exageración de mí cuando era más joven." Recordó que en su juventud se llamaba una "pequeña sábelotodo". Por otra parte, afirma que no es muy diferente a sí misma, "hay mucha inseguridad y un gran temor al fracaso" en la figura de Hermione. Por último, según Rowling, al lado de Albus Dumbledore, Hermione es el perfecto personaje expositivo; por su conocimiento enciclopédico, ella siempre puede ser utilizada como un vertedero de complot para explicar el universo de Harry Potter. Rowling afirma también que su conciencia feminista es salvada por Hermione, "quien es el personaje más brillante" y tiene un "carácter femenino muy fuerte".
El nombre de Hermione deriva del Cuento de invierno de William Shakespeare, y tiene que ver también con la mitología griega; Rowling dijo que ella quería que el nombre fuera inusual, ya que si menos niñas compartían su nombre, menos niñas serían molestadas por ella y parecía que "un par de dentistas profesionales, a los que les gustaban demostrar lo listos que son... le darían [a ella] un nombre poco común que nadie pueda pronunciar." Su apellido original era "Puckle", pero Rowling sentía que el nombre "no se adaptaba a ella en absoluto", por lo que el menos frívolo Granger lo hace en los libros. En una entrevista del 2004, Rowling confirmó que Hermione es hija única.
Hermione Granger destaca por su increíble inteligencia y carácter perfeccionista. Además de ser la primera de su curso y haber estado a poco de entrar en Ravenclaw, Hermione demuestra su inteligencia en muchas otras ocasiones a lo largo de la saga. En Harry Potter y la piedra filosofal, desvelando el enigma de Snape utilizando la fría lógica,pero esto no se menciona en la película. En La cámara secreta, descubriendo que la criatura que se escondía entre las tuberías era un basilisco. En El prisionero de Azkaban, descubriendo que Lupin era un hombre lobo. En El cáliz de fuego, ayudando a Harry con las pruebas. En La Orden del Fénix, descubriendo el significado de la campana en el Departamento de Misterios ("Es el Tiempo..."), además de ayudar a Harry con los Mortífagos; en El misterio del príncipe, averiguando a quién pertenecía el libro,pero esto solo sucede en el libro; y ya en Harry Potter y las reliquias de la Muerte Hermione ofrece a Harry su ayuda y compañía a lo largo de la aventura.
Su carácter perfeccionista queda evidente en situaciones tales como su desilusión al recibir un "Supera las Expectativas" en la asignatura de Defensa Contra las Artes Oscuras, o cuando el boggart se convierte en McGonagall diciéndole que ha suspendido todas las asignaturas.
Además, Hermione es una persona justa y noble a quien le preocupan los problemas de los demás, desviviéndose por aquellos que son más débiles o que están desprotegidos. Es frecuente que ayude a Neville con las clases, ha apoyado a Hagrid en tareas como la defensa del hipogrifo Buckbeak y defiende a Kreacher, el elfo doméstico de la Casa Black, cuando todos le tratan mal.
Con respecto a los elfos domésticos, Hermione tiene una opinión muy peculiar entre los magos. Crea una plataforma, la P.E.D.D.O. (Plataforma Élfica de Defensa de los Derechos Obreros) para defender sus derechos, a pesar de que la mayoría de ellos no quieren oír ni hablar de derechos. Su postura, a pesar de ser muy criticada por Ron y otros compañeros, es admirada por personajes como Albus Dumbledore o Sirius Black, quienes consideran su actitud como justa y correcta, ya que este último no estimaba a su elfo doméstico Kreacher.
Sin embargo, toda esta seguridad arrolladora que Hermione muestra con los estudios, es en realidad la tapadera de una gran inseguridad y el miedo a ser rechazada por sus compañeros. Hermione puede ser a veces algo insufrible debido a su actitud con los estudios o a su actitud hacia las normas, que también va cambiando a lo largo de los libros. Es además una chica algo temerosa, aunque es una verdadera Gryffindor, pues es capaz de vencer todos sus temores para ayudar a Harry en sus aventuras.

#### Hermione según la autora
Según Rowling, Hermione es profundamente insegura y se siente totalmente inadecuada por dentro. Para compensar, ella trata de ser la mejor en todo en la escuela, proyectando una confianza en sí misma falsa que puede irritar a las personas que la rodean.
Hermione puede molestarse bastante con personas que no conozcan hechos sencillos, o no sigan ideas sensatas.
También afirma que Hermione es una de las mejores en el club de duelo, tiene talento para las batallas. Aunque no sea muy diestra en las artes oscuras, Hermione logra superar sus obstáculos, llegando a ser una de las brujas más grandes del mundo de Harry Potter.
La autora afirma que sería la Bellatrix Lestrange del bando bueno.
Mientras nuestra protagonista era partidaria totalmente de obedecer las reglas, la influencia de Harry y Ron hace que se plantee romperlas, siempre y cuando sea necesario para obtener un buen fin.

### Aspecto físico, Características y evolución de su personaje
Hermione tiene el pelo castaño claro, largo y enmarañado, un poco ondulado. Los ojos castaños, e incisivos bastante grandes (estos hasta su cuarto año). A pesar de que nunca destacó por su aspecto físico (de hecho, son varios los personajes que se han reído de ella por eso, destacando Draco Malfoy, Pansy Parkinson y Severus Snape), en cuarto año sufrió una gran transformación de cara por sus compañeros, ya que le rebotó un hechizo, también durante segundo año al  transformarse sin querer, mediante poción multijugos, en un gato.  Una de estas transformaciones fue la de sus dientes delanteros, más grandes de lo normal. 
Fue antes del baile de Navidad cuando, tras una pelea de Harry Potter con Draco Malfoy, en la cual sus hechizos rebotan en Goyle y Hermione, sus dientes crecieron descomunalmente, visitó la enfermería para que la Señora Pomfrey los devolviera a su tamaño natural. Sin embargo, cuando la enfermera le dijo que le indicara cuándo habían recuperado su tamaño original, esta dejó que se los disminuyera hasta dejárselos mucho mejor de lo que estaban, como bien apreciaron sus amigos. 
Otro de los cambios fue el pelo, cuando, tras aplicarse una poción alisadora, aparece con él liso y brillante en el Baile de Navidad. 
De hecho, su aparición en el baile dejó a Ron, Harry, las gemelas Patil, Draco Malfoy, otros muchos compañeros, profesores y al propio Director de Hogwarts sorprendidos y boquiabiertos. Su reputación, para la cual trabaja arduamente por mantener como una de las estudiantes más inteligentes de su año es causa de frecuentes burlas, aunque Ron y Harry dependen de ella para la ayuda académica, y su conocimiento y sentido común ha demostrado ser valioso para poder vencer los desafíos del trío a lo largo de la saga. 
Hermione es valiente y leal y tiene una conciencia política brava, pero a veces tiene problemas en mantener una mente clara en los momentos más difíciles. Por ejemplo, la mentira improbable que le dice a la Profesora Umbridge para salvar a Harry en Harry Potter y la Orden del Fénix (ella reclama que hay un arma escondida en el bosque que fue creada bajo las órdenes del Profesor Dumbledore). 
Sin duda, el intelecto de Hermione es fuerte en memoria y análisis objetivo, y a veces tiene dificultad cuando se le fuerza a hacer juicios repentinos: es por tanto una persona reflexiva y madura, clara y objetiva. Sin embargo, son los planes que ella arguye los que Harry y Ron siguen. Aunque ha cometido errores, lo que sugiere es usualmente el mejor plan de acción.
Aunque compasiva, Hermione puede ser ingenua y hasta insensible con las personas, a pesar de su posición aparentemente “sensible” del trío.

## Apariciones

### Harry Potter y la piedra filosofal
Hermione aparece por primera vez en Harry Potter y la piedra filosofal cuando conoce a Harry y Ron en el Expreso de Hogwarts. Ella constantemente molesta a sus compañeros con su conocimiento, por lo que Harry y Ron inicialmente la consideraron arrogante, especialmente después de que ella critica el encantamiento de la levitación de Ron (Wingardium leviosa) Sinceramente, ellos disgustan de ella hasta que la rescatan de un troll, por la que es tan agradecida que se encuentra para protegerlos de castigo, ganando así su amistad. La destreza de Hermione para la lógica posterior le permite derrotar a la planta trampa del Diablo constrictiva con la convocatoria de un chorro de "llama campanilla" utilizando el mismo hechizo que usó en Snape a principios de año.
Hermione es el cerebro detrás del plan para entrar en el lugar donde se oculta la piedra. Responde a desconfianza del profesor Severus Snape de Harry y también desconfía de él. Ella le revela a Harry y Ron que hace un gran trabajo de investigación en la biblioteca, lo que ayudó a derrotar la trampa del diablo y a calcular la lógica de las pociones.
Rowling dijo en su sitio web que se resistió a las peticiones de su editor de eliminar la escena del troll, declarando "Hermione está muy molesta en la primera parte de la piedra filosofal que realmente sentía que necesitaba algo (literalmente) enorme para llevarla junto a Harry y Ron."

### Harry Potter y la cámara secreta
Hermione (junto con la Sra. Weasley y algunas estudiantas de Hogwarts) desarrollan un gusto por el profesor de Defensa Contra las Artes Oscuras Gilderoy Lockhart como él había escrito en todos los libros necesarios para la asignatura de Defensa Contra las Artes Oscuras en Harry Potter y la cámara secreta. Durante una confrontación matutina entre los equipos de Quidditch de Gryffindor y Slytherin, casi sobreviene una pelea después de Draco Malfoy la llame "sangre sucia", un epíteto insultante para los magos Hijos de Muggles que ella entiende pero Harry desconoce.
Ella preparó la Poción Multijugos necesaria para que el trío se haga pasar por los compañeros de Malfoy para recopilar información sobre el Heredero de Slytherin que ha vuelto a abrir la Cámara de los Secretos. Sin embargo, no fue capaz de unirse a Harry y Ron en la investigación después de que el pelo arrancado de las túnicas de la estudiante de Slytherin, Millicent Bulstrode (con quien Hermione fue previamente igualada durante el malogrado club de duelo de Lockhart) fue el de su gato, cuya apariencia adquiere en su forma humana, y le toma varias semanas para que los efectos se reviertan por completo. Es petrificada por el Basilisco al poco de haber descubierto que era esta la criatura de la Cámara de los Secretos mediante la investigación bibliográfica. A pesar de que se encuentra incapacitada en la enfermería, su información es crucial para Harry y Ron en su exitosa misión de resolver el misterio de la Cámara de los Secretos. Hermione se reavivó después de que Harry mató al basilisco, pero ella se devasta al enterarse de que todos los exámenes de fin de año se han cancelado como un regalo de la escuela.
Hermione siente el miedo y el rechazo por su origen muggle. Sin embargo, en vez de asustarse y recurrir a los amuletos como hacen otros compañeros, ella trata de encontrar la manera de solucionar el problema descubriendo quien es la bestia. Con el tiempo, Hermione va demostrando su verdadero carácter Gryffindor al ser capaz de enfrentarse a sus miedos incluso si eso implica romper las reglas. Logra hacer la poción multijugos, la más complicada que ha visto hasta el momento y que no se ve en clase hasta cuarto (cuando Barty Crouch se hace pasar por Alastor Moody).

### Harry Potter y el prisionero de Azkaban
Hermione compra un gato llamado Crookshanks, que lleva a perseguir a la rata mascota de Ron, Scabbers. Antes del inicio del plazo, la profesora McGonagall le da en secreto un giratiempo, un dispositivo que permite que se vaya atrás en el tiempo y manejar el horario pesado de clases, aunque esto no se revela hasta el penúltimo capítulo. Mucha tensión entra en juego entre Hermione y sus dos mejores amigos, Harry está furioso con ella porque McGonagall dijo que había recibido una Saeta de Fuego, que fue confiscada para ser inspeccionada en busca de rastros de magia negra. Ron se enoja porque siente que Crookshanks es responsable de la desaparición de Scabbers, mientras que Hermione sostiene firmemente que Crookshanks es inocente.
Mientras que en reemplazo de Remus Lupin en una clase de Defensa Contra las Artes Oscuras, Snape etiqueta a Hermione "una sabelotodo insufrible" y sanciona Gryffindor después de que ella habla fuera de turno en su intento de describir a un hombre lobo cuando nadie más lo hace. Ella deduce correctamente el secreto de Lupin después de completar la tarea de Snape de la clase, mientras que Crookshanks resulta vital en la exposición de Scabbers como Peter Pettigrew, un amigo de James y Lily Potter quien reveló su paradero a lord Voldemort la noche de los asesinatos, y fue capaz de mal implicar a Sirius Black (revelado como el padrino de Harry) en las muertes de los Potter. El giratiempo permite que Hermione y Harry rescaten a Sirius y el hipogrifo Buckbeak.
Hermione demuestra su carácter justo y noble, respetando la intimidad de Lupin y no contando su secreto. Además, es mucho menos estricta con las reglas, aceptando usar el giratiempo de modo ilegal junto con Harry, para rescatar a Sirius, a Harry y a ella misma de los dementores y, a Buckbeak de que le cortasen la cabeza. Podemos destacar como momentos de Hermione en este libro la bofetada que le da a Draco Malfoy cuando le oye criticar a Hagrid, la defensa de Buckbeak o su enfado con Ron, provocado por la relación entre su gato y la rata de él. También es importante apreciar que en este libro, Hermione abandona Adivinación por considerla una asignatura poco seria. Esta será la primera vez que discuta o discrepe con un profesor, pero no la última.

### Harry Potter y el cáliz de fuego
Hermione se horroriza por la crueldad que sufren los elfos domésticos, y funda P.E.D.D.O., la Sociedad para la promoción del bienestar de los mismos, como un esfuerzo para obtener los derechos básicos para ellos. Ella es la cita del prodigio búlgara del Quidditch Viktor Krum en el Baile de Navidad del Torneo de los Tres Magos. La pronunciación correcta de su nombre (Her-mi-oh-nee) se intervino en la trama cuando enseña a Krum, lo mejor que puede hacer es "Herm-my-ninny", pero ella no tiene ningún problema con él. Más tarde se mete en una acalorada discusión con Ron después de que la acusa de "fraternizar con el enemigo", en referencia a su amistad con Krum. En el libro, se insinúan los sentimientos de Hermione hacia Ron cuando dice que Ron no puede verla "como una niña", pero Krum si puede. Ella ayuda a Harry a través del Torneo de los Tres Magos, ayudando a prepararse para cada tarea. Al final de la segunda tarea, Krum le pide que venga a Bulgaria con él, pero ella se niega cortésmente. Cerca del final del plazo se detiene reportero fraudulenta sensacionalista y no registrada a la animaga Rita Skeeter, quien había publicado material difamatorio sobre Hermione, Harry y Hagrid durante el Torneo de los Tres Magos, manteniendo su forma de animago (un escarabajo) en cautividad en un frasco.
Hermione se convierte en el punto intermedio entre Harry y Ron, quienes tienen una pelea y dejan de hablarse. Ella trata de reconciliarles, pero acaba perdiendo los nervios en más de una ocasión, pues la usan de mensajera. Con las reglas es mucho más flexible, pues no duda en ayudar a Harry con las pruebas del Torneo de los Tres Magos. Además, es en este libro en el primero en el que sus amigos comienzan a ver a Hermione como "una chica" (como bien puntualiza Ron) y donde empieza a adoptar costumbres de adolescente (como retirarse tres horas antes para arreglarse para el baile). Viktor Krum, quien será su pareja en el Baile, será punto de discusión entre Ron y ella desde este momento hasta el último libro.

### Harry Potter y la Orden del Fénix
Hermione se convierte prefecta en Gryffindor junto con Ron, y se hace amiga de Luna Lovegood, pero su amistad se rebaja a un mal comienzo después de que Hermione descalifica la publicación del padre de Luna: "El Quisquilloso es pura basura, lo sabe todo el mundo". También arremete contra su compañera de habitación Lavender Brown por creer en las "alegaciones de El Profeta" de Harry fabricando historias sobre el regreso de Voldemort. Ron y Hermione no solo pasan mucho de su tiempo discutiendo, sino que también muestran continua lealtad a Harry. Más tarde, con la asistencia de Luna, Hermione chantajea a Rita Skeeter en la entrevista a Harry por un próximo número de El Quisquilloso. Los intentos de prohibir la revista de Hogwarts resultan inútiles ya que la historia se propaga rápidamente a través de la escuela. Un punto de inflexión en la serie es cuando Hermione concibe la idea de Harry secretamente enseña magia defensiva a un pequeño grupo de estudiantes en el desafío del máximo Ministerio de Magia para enseñar sólo los principios básicos de la asignatura de un libro de texto, sin experiencia práctica. Hermione recibe una inesperada enorme respuesta, y el grupo se convierte en el naciente Ejército de Dumbledore. Ella está involucrada en la batalla del Departamento de Misterios y resulta gravemente herida por un hechizo del mortífago Antonin Dolohov, pero tuvo una recuperación completa.

### Harry Potter y el misterio del príncipe
El nuevo profesor de Pociones Horace Slughorn invita a Hermione a unirse a su "Club de las Eminencias," y ella ayuda a Ron a conservar su puesto en el equipo de Quidditch de Gryffindor cuando confunde a Cormac McLaggen, causando que se perdiera su último intento de ahorro durante las pruebas de guardián. Los sentimientos de Hermione por Ron continúan creciendo y ella decide hacer una jugada de invitarlo a la fiesta de Navidad de Slughorn, pero el romance de Ron y Lavender dieron lugar a represalias por su creencia de que Hermione había besado a Krum el año anterior. Ella intenta vengarse por las citas de McLaggen en la fiesta de Navidad, pero su plan fracasa y le abandona en la mitad de la fiesta. Ron y Hermione pelean continuamente con cada otro (Ron está molesto con ella porque dirige a las aves para que lo ataquen después de verlo a él y Lavender Brown besándolo) hasta que sufre un envenenamiento casi fatal de hidromiel contaminada, lo que la asusta lo suficiente como para conciliarse con él.
Tras la muerte de Dumbledore, Ron y Hermione se comprometen en permanecer al lado de Harry, independientemente de lo que suceda. Un argumento secundario de menor importancia en el libro es que Hermione y Harry forman una rivalidad en Pociones, ella se enoja con Harry por superarla inmerecidamente siguiendo consejos y diferentes instrucciones escritas por el dueño anterior en los márgenes del libro de pociones de Harry. Hermione es también la única de los tres que pasar con éxito su prueba de Aparición (Ron falló y Harry era demasiado joven).

### Harry Potter y las reliquias de la Muerte
En el séptimo y último libro, Hermione acompaña a Harry en su búsqueda para destruir los restantes Horrocruxes de Voldemort. Antes de salir de la búsqueda, ella ayuda a garantizar la seguridad de sus padres lanzándole un hechizo de falso recuerdo de ellos, haciendo que piensen que son Wendell y Mónica Wilkins, cuya ambición de toda la vida es mudarse a Australia. Ella hereda la copia personal de Los cuentos de Beedle el bardo de Dumbledore, que le permite descifrar algunos de los secretos de las reliquias de la Muerte. Ella se preparó para su partida y para el viaje poniendo un encanto de Extensión Indetectable en un pequeño bolso de cuentas para que sea capaz de llenar las infinitas profundidades de la bolsa con materiales que va a necesitar. El hechizo de Hermione la salva a ella y a Harry de lord Voldemort y su serpiente Nagini en el Valle de Godric, aunque el rebote rompió la varita de Harry. Cuando ella, Ron, y Harry son capturados por ladrones, que están a la caza de los hijos de Muggles bajo las órdenes del Ministerio, Hermione temporalmente disfraza a Harry desfigurándole el rostro con una Jinx tacaña. Ella también intenta hacerse pasar por la ex estudiante de Hogwarts Penélope Clearwater y a Ron por un mestizo para evitar la persecución, pero más tarde es reconocida y llevada a la Mansión Malfoy, donde Bellatrix Lestrange la tortura con la maldición Cruciatus en un intento de obtener información sobre cómo Hermione, Harry y Ron llegaron a poseer la espada de Godric Gryffindor (que se suponía que estaba segura en la bóveda Lestrange en Gringotts). Incluso bajo tortura, Hermione es capaz de utilizar su rapidez de pensamiento mintiéndole a Bellatrix y diciéndole que la espada es una falsificación. Cuando los demás son capaces de escapar de su celda, Bellatrix amenaza con cortarle el cuello a Hermione. Draco lanza un hechizo al candelabro que cuelga encima de su tía y Hermione puede escapar lanzándose a los brazos de él. Harry y Ron se la llevan juntos con los otros prisioneros detenidos en la Mansión Malfoy, que son finalmente rescatados por Dobby.
Después, Hermione utiliza la Poción Multijugos para hacerse pasar por Bellatrix cuando el trío intenta robar la copa de Hufflepuff de Gringotts. Ella, Harry, Ron y el Ejército de Dumbledore se unen en la batalla de Hogwarts, en la que Hermione destruye la copa de Hufflepuff en la Cámara de los Secretos con un colmillo de basilisco, eliminando otro Horrocrux. Hermione y Ron también comparten su primer beso en medio de la batalla. En la batalla final en el Gran Comedor, Hermione lucha con Bellatrix con la ayuda de Ginny Weasley y Luna Lovegood. Sin embargo, ninguna de ellas es capaz de derrotar a Bellatrix y dejan de luchar contra ella una vez que Molly Weasley les pide a las tres que se retiren.

#### Epílogo
En el epílogo, situado 19 años después del final del libro, Hermione Granger se encuentra casada con Ron Weasley y con un hijo, Hugo Granger-Weasley, y una hija, Rose Granger-Weasley
 Según información de J. K. Rowling en el chat en el que participó tras la publicación del séptimo libro, Hermione trabajaba en el Departamento de Aplicación de la Ley Mágica, donde fue enviada tras un tiempo en el Comité de Regulación de Criaturas Mágicas. Entre sus logros destacan la defensa de los derechos de los elfos domésticos y su lucha por la igualdad total entre nacidos de muggle y sangre pura. Rowling también comentó que Hermione encontró a sus padres en Australia y que les modifica la memoria otra vez.
Sus suegros son Arthur Weasley y Molly Weasley.
Actualmente ejerce el cargo de Ministra de Magia.

## Resultados académicos
Al entrar en Hogwarts, Hermione destaca desde el principio por su inteligencia y sus impecables resultados en las clases. Incluso Snape, quien siente un gran desprecio por los alumnos de Gryffindor, reconoce sus respuestas como acertadas, aunque insinuando que "repite el libro como un papagayo". Además es la alumna, que, durante los cursos, más puntos gana por razones académicas.
El problema de Hermione es Defensa Contra las Artes Oscuras, pues, a pesar de que se le da bien, es la única asignatura en la que alguien destaca por encima de ella. En sexto también es superada por Harry en pociones, pues este se ayuda del libro del Príncipe. Hermione se enfada entonces con Harry por utilizar el libro, recordándole lo que ocurrió en segundo con Ginny y el diario de Tom Riddle.
Además, Hermione es la prefecta de Gryffindor, no solo por sus resultados académicos sino también por su compromiso con las normas.
A pesar de su actitud hacia los estudios, Hermione no lo duda un momento a la hora de abandonar Hogwarts para ir en busca de los Horrocruxes con Harry y Ron.

## Asociaciones a las que pertenece
- P.E.D.D.O.: Es una institución creada por Hermione Granger en defensa de los elfos domésticos como ya se ha mencionado, cuyos únicos cuatro integrantes mencionados en los libros (y probablemente los únicos cuatro existentes) son Harry, Ron, Neville (afiliado por culpa de las constantes reprimendas de Hermione) y la misma Hermione. P.E.D.D.O. es un acrónimo de Plataforma Élfica de Defensa de los Derechos Obreros, y fue fundada en el cuarto curso, cuando Hermione siente lástima al ver el maltrato que padecen algunas de estas criaturas de parte de sus amos. En inglés, la sociedad se llama S.P.E.W. (the Society for the Promotion of Elfish Welfare). Aparte de exigir remuneración para el trabajo de los elfos domésticos, Hermione ha hecho otras acciones, como tejer prendas de vestir sencillas (guantes, bufandas, gorros) y esconderlas en su Sala Común para que el elfo doméstico que la encuentre sea libre (con desastrosas consecuencias para Dobby, que debía limpiar toda la Sala Común de Gryffindor por la negativa del resto de los elfos). Estas acciones y la institución en general no ha recibido mucho apoyo por parte de los amigos más cercanos a Hermione, Harry, Ron y Neville (quienes son miembros solo por no querer darle una negativa a su amiga), ni por parte de compañeros de Gryffindor u otra casa de la escuela y ha sido mal vista por una elfina doméstica llamada Winky.
- Ejército de Dumbledore: En principio, sus siglas, E.D., significaban Entidad de Defensa (nombre propuesto por Cho Chang, alumna de Ravenclaw), pero, por sugerencia de Ginny Weasley, pasó a llamarse Ejército de Dumbledore, como burla hacia el Ministerio de Magia. La idea principal fue de Hermione, quien sugirió a Harry como líder en la primera reunión que realizaron. La idea principal era hacer una asociación en la que pudieran suplir las deficiencias de las clases de la profesora Umbridge. Durante algún tiempo, y a pesar de la normativa que lo prohibía, se reunieron en la Sala de los Menesteres. Allí Hermione conjuró su primer Patronus (con forma de nutria, el animal favorito de J.K.). Fue ella la que diseñó el modo para citar a la gente en reuniones (mediante unas monedas que llevaban la fecha de la reunión en el canto) y el modo de identificar a los traidores (cuando Marietta Edgecombe le contó a Umbridge la existencia del E.D., en su rostro apareció una "apretada franja de pústulas moradas" que formaban la palabra CHIVATA en la versión española y DELATORA en la versión hispanoamericana). Esta asociación fue, por tanto, otra gran obra de Hermione.

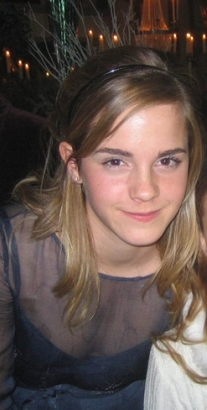
Emma Watson en la premier de Harry Potter y el cáliz de fuego

- Club de las Eminencias: Formado por el profesor Horace Slughorn, este club reúne a aquellos alumnos y exalumnos con cualidades especiales y posibilidades de convertirse, en el futuro, en gente influyente tanto en el Ministerio, en el quidditch o en otros campos. Hermione entra a formar parte de él por su increíble inteligencia, que le es anunciada a Slughorn por Harry, cuando le dice que "su mejor amiga es de origen muggle y es la más inteligente del curso".

## Versión cinematográfica
En la serie de filmes basados en las novelas de Harry Potter, el personaje de Hermione Granger fue interpretado por la actriz inglesa Emma Watson.
La actriz cumple con todos los rasgos físicos que posee Hermione Granger, por lo que su papel está muy estimado tanto por amantes del cine como por los seguidores de la serie Harry Potter.
J. K. Rowling dijo en una entrevista que la persona más parecida a su personaje era Emma Watson como Hermione, pues la primera vez que se entrevistaron por teléfono para la primera película la actriz tuvo una actitud "muy a lo Hermione", cosa que le causó mucho entusiasmo y risas a la autora.
En España es doblada por la actriz de doblaje y de imagen Michelle Jenner